# KkStB 35 sorozat
A kkStB 35 egy tehervonati szerkocsisgőzmozdony-sorozat volt a Császári és Királyi Osztrák Államvasutaknál, (németül: k.k. österreichische  Staatsbahnen, kkStB), melyek eredetileg a Ferenc-József császár Vasút (németül: Kaiser Franz-Josefh Bahn, KFJB), az Osztrák Északnyugati vasút (németül: Österreichische Nordwest Bahn, ÖNWB) és a Vorarlbergbahn-tól származtak.

## KkStB 35.01–56 (KFJB)
A KFJB 56 db C tengelyelrendezésű tehervonati mozdonyt rendelt a Sigl bécsi gyárától. Ezeket a gyár 1868 és 1871 között szállította. A mozdonyoknak kiemelkedő tűzszekrényük volt és oldalablakok nélküli nyitott vezetőállása. Később a mozdonyokat átépítették és más kazánokat kaptak.
Az államosítás után a kkStB a 35 sorozatba osztotta őket.
Az első világháború után a még meglévő mozdonyok a Csehszlovák Államvasutakhoz (ČSD) a 312.3 sorozatba, az Olasz Államvasutakhoz (FS) a 195 sorozatba és a Jugoszláv Államvasutakhoz  JDŽ - ám ott besorolás nélkül selejtezték őket – kerültek. A ČSD ezt a sorozatát 1930-ig selejtezte.
Az Osztrák Szövetségi Vasutakhoz (németül:  Bundesbahnen Österreichs, BBÖ) 23 db került, ahol szintén 1930-ig selejtezték őket.

## KkStB 35.57–59 (ÖNWB)
Az ÖNWB Kolín–Goltsch-Jenikau első pályaszakaszára az építő cég vásárolt három C jellegű mozdonyt a Sigl bécsi gyárától, melyek teljesen megegyeztek a KFJB mozdonyokkal. Az ÖNWB 5-7 pályaszámokat adott nekik (később 133-135) és beosztotta az Va sorozatba. 1886 és 1890 között ezek a mozdonyok erősebb kazánt kaptak.
Az 1909-es államosítás után a kkStB a 35 sorozatba osztotta ezeket is 35.57-59 pályaszámokkal.

## KkStB 35.91–94 (VB)
Ezek a C jellegű mozdonyok eredetileg a Voralberger Bahn-tól származtak. Ott először 7-10, később 17-20 pályaszámuk volt, majd az államosítás után a kkStB először 31.01-04, majd 35.91-94 pályaszámokat adott nekik. Végül 1904-ben 135.91-94 pályaszámokat kaptak.

## Fordítás
- Ez a szócikk részben vagy egészben  a   kkStB 35 című német Wikipédia-szócikk fordításán alapul.  Az eredeti cikk szerkesztőit annak laptörténete sorolja fel. Ez a jelzés csupán a megfogalmazás eredetét és a szerzői jogokat jelzi, nem szolgál a cikkben szereplő információk forrásmegjelöléseként.